# Мёрике, Ойген
Ойген Герман Мёрике (нем. Eugen Hermann Mörike; 21 августа 1854, Гёппинген — 27 февраля 1936, Штутгарт) — немецкий инженер-строитель и преподаватель.
Сын дорожного инспектора Теодора Вильгельма Мёрике (1825—1863), двоюродного брата поэта Эдуарда Мёрике.
Профессор Штутгартского технического университета, в 1905—1907 гг. его ректор. В 1907—1912 гг. депутат ландтага Королевства Вюртемберг от университета (часть депутатов представляла профессиональные корпорации). С 1919 г. на пенсии.
Опубликовал отдельным изданием комментарий к принятому в 1910 году Строительному кодексу Вюртемберга (нем. Die Württembergische Bauordnung vom 28. Juli 1910 nebst den Vollzugsbestimmungen; 1912, в соавторстве с Густавом Кельбером).